# Ћингхај (језеро)
Језеро Ћингхај, познато и под другим именима, највеће је језеро у Кини. Смештено у ендореичком басену у провинцији Ћингхај, којој је и дало име, језеро Ћингхај је класификовано као алкално слано језеро. Језеро је флуктуирало у величини, смањивало се током већег дела 20. века, али се повећавало од 2004. године. Имало је површину од 4 317 км², просечну дубину 21 м, а максималну дубину 25,5 м, 2008. године. 

## Имена
Ћингхај је романизовани мандарински пинјин изговор кинеског имена 青海. Иако модеран кинески језик разликује плаву и зелену боју, ова разлика није постојала у класичном кинеском. Боја 青 (qīng) је била „једна“ боја која укључује и плаву и зелену као засебне нијансе. (Енглески за qīng је цијан или тиркиз, лингвисти су такође сковали портманто реч „grue“ да би расправљали о њеном постојању на кинеском и другим језицима.) Стога је назив различито преведен као „Модро море“, „Зелено море", „Плаво-зелено море", „Плаво/зелено море“, итд. Једно време након ратова са Сјунгну, династија Хан повезала је језеро са легендарним „Западним морем“ као равнотежу Источном кинеском мору, али како се Хан царство ширило даље на запад у Таримску котлину, друга језера су преузимала ту титулу.
На енглеском језику, језеро Ћингхај раније је било познато као језеро Ч'ингхај или Koko Nor; романизација кинеске поштанске мапе монголског имена ᠬᠥᠬᠡ ᠨᠠᠭᠤᠷ. Што се тиче Монгола, боја језера је недвосмислено означена плавом, али класични монголски није правио разлику између језера и већих водних тела. Кинеско име је према томе претерано буквална копија овог имена,   које су користили Монголи Ћингхаја, од којих су неки чинили локалну владајућу класу током стандардизације западно-кинеских топонима у династији Ћинг. Слична употреба кинеске речи за „море“ за превођење монголских топонима језера може се видети и на другим местима око Ћингхаја, као код језера Хеихај („Црно море“) у Куенлуен планинама. 
Тибетанци су такође одвојено преводили име као མཚོ་སྔོན་པོ་ ("Плаво језеро" или само "море"). 

## Географија
Језеро Ћингхај лежи на око 100 км западно од Сининга у удубљењу Тибетанске висоравни на 3 205 м надморске висине. Лежи између тибетанских аутономних префектура Хајбеј и Хајнан на североистоку провинције Ћингхај на северозападу Кине. Језеро је флуктуирало у величини, смањивало се током већег дела 20. века, али се повећавало од 2004. године. Имао је површину од 4 317 км², просечну дубину 21 м, максималну дубину 25,5 м, 2008.
Двадесет и три реке и потока се улива у језеро Ћингхај, од којих је већина сезонска. Пет сталних токова обезбеђује 80% укупног прилива. Релативно низак доток и високе стопе испаравања претворили су Ћингхај у слани и алкални раствор; тренутно је око 14 ppt (10−12) соли са рН од 9,3. Сланост и базност порасла је од раног холоцена. 
На врху полуострва на западној страни језера налазе се острво Корморан и острво Јаја, заједнички позната као Птичја острва. 
Језеро Ћингхај изоловано је од Жуте реке пре око 150.000 година. Ако би ниво воде порастао за приближно 50 метара, веза са Жутом реком би се поново успоставила путем ниског пролаза на истоку којим се користи аутопут С310. 

### Клима
Језеро често остаје залеђено три месеца непрекидно зими.

## Историја
Током династије Хан (206. п.н.е. - 220. н.е.), значајан број Хан Кинеза живео је у долини Сининг на истоку. У 17. веку, Ојрати који су говорили монголски и Калка племена мигрирали су у Ћингхај и постали познати као Ћингхај Монголи. 1724. године, Ћингхај Монголи предвођени Лобзанг Дањином побунили су се против династије Ћинг. Цар Јонгченг је, након што је угушио побуну, одузео Ћингхају аутономију и наметнуо директну власт. Иако су неки тибетанци живели око језера, Ћинг династија је одржавала административну поделу из времена Гуши Кана између западног царства Далај Ламе (нешто мањег од садашње аутономне области Тибет) и подручја насељених Тибетанцима на истоку. Цар Јонгченг је такође послао насељенике Манџурце и Хане да разреде Монголе.
Током националистичке владавине (1928-1949), Хан Кинези су чинили већину становника провинције Ћингхај, иако су кинески муслимани (Хуи) доминирали у влади. Генерал Куоминтанга Хуиа, генерал Ма Буфанг, позвавши казахстанске муслимане, придруживао се гувернеру Ћингхаја и другим високим званичницима Ћингхаја и националне владе у спровођењу заједничке церемоније језера Коконур ради обожавања Бога језера. Током ритуала, певана је кинеска химна и сви учесници су се поклонили портрету оснивача Куоминтанга Суену Јатсену, као и Богу језера. Учесници, и Хани и Муслимани, су приносили понуде богу.
После кинеске револуције 1949. године, избеглице из Анти-десничарског покрета педесетих населиле су се на подручју западно од језера Ћингхај. Након кинеске економске реформе 1980-их, привучене новим пословним могућностима, миграција у то подручје се повећала, узрокујући еколошке стресове. Производња свеже траве у округу Гангча северно од језера опала је са просечних 2 057 кг/ха на 1 271 кг/ха 1987. године. 2001. године, Државна управа за шумарство Кине покренула је кампању „Издвајање ратарских површина, обнављање травњака“ (退耕，还草) и започела одузимање оружја тибетанских и монголских сточара, наводно у циљу очувања угрожене газеле Пржевалског (Procapra przewalskii). 
Пре шездесетих година, 108 слатководних река уливало се у језеро. Од 2003. године, 85% ушћа је пресушило, укључујући највећу притоку језера, реку Буху. Између 1959. и 1982, дошло је до годишњег пада нивоа воде од 10 цм, што је обрнуто порасту од 10 цм/год између 1983. и 1989. године, али од тада наставља да опада. Кинеска академија наука известила је 1998. године да језеро поново прети губитком површине због прекомерне испаше стоке, мелиорације и природних узрока. Површина се смањила за 11,7% у периоду од 1908. до 2000. Током тог периода одвојена су бројна водна тела од остатка главног језера. Шездесетих година, Језеро Гахај (尕 海) од 48,9 км² појавило се на северу; Језеро Шадао (沙岛), на североистоку, на површини од 19,6 км², затим 1980-их, језеро Хаијан (海晏) од 112,5 км². Још 96,7 км² ћерке језера се одвојило 2004. Поред тога, језеро се сада поделило на још пола туцета малих језера на граници. Водена површина се смањила за 312 км² током последње три деценије.

## Дивље животиње
Језеро се налази на раскрсници неколико путева за миграцију птица широм Азије. Многе врсте користе Ћингхај као станицу током миграције. Као такво, оно је централна тачка у глобалним бригама у вези са птичјим грипом (5Н1), јер би велика епидемија овде могла да прошири вирус широм Европе и Азије, што додатно повећава шансе за пандемију. На језеру су већ идентификовани мањи напади Х5Н1. Птичја острва су светилишта Природне заштићене зоне језера Ћингхај од 1997. 
Постоји пет аутохтоних врста риба: јестиви голи шаран (Gymnocypris przewalskii, 湟鱼) који је најзаступљенији у језеру, и четири каменице (Triplophysa stolickai, T. dorsonotata, T. scleroptera, T. siluroides). У језеру су се јављале и друге врсте риба Жуте реке, али су нестајале са повећањем сланости и базности, почев од раног холоцена. 

## Култура
У западном делу језера постоји острво са храмом и неколико испосница под називом „Махадева, срце језера“ (mTsho snying Ma hā de wa), које је у историји било дом будистичког манастира. Храм је такође коришћен у верске сврхе и церемоније. Током лета није се користио ниједан чамац, па су монаси и ходочасници путовали тамо и назад само када се језеро зими заледи. Један номад је описао величину острва рекавши да: „ако коза ујутру почне да брсти траву око њега у смеру кретања казаљке на сату, а њено јаре у смеру супротном од кретања казаљке на сату, састаће се у ноћи, што показује колико је велико острво." Познато је и као место на које су се Гушри Кан и други Кошут Монголи доселили током 1620-их.
Језеро тренутно обилазе ходочасници, углавном тибетански будисти, посебно сваке године Коња по тибетанском календару. Пржеваљски је проценио да би било потребно око 8 дана јахања или 15 дана пешачења да би се обишло језеро, али ходочасници извештавају да је јахањем потребно око 18 дана, а једном је требало 23 дана хода да заврши круг.

## Галерија
- Поља уљане репице
- Ливада у близини језера
- Манастир Гиа'и (རྒྱ་ཡེ་དགོན) на језеру Ћингхај
- Јурта на обали
- Место где је лансиран торпедо првог кинеског испитивања нуклеарне бомбе 1958. године, на југоистоку језера Ћингхај. Музеј у близини језера омогућава да се види историја овог догађаја